# Filología hispánica

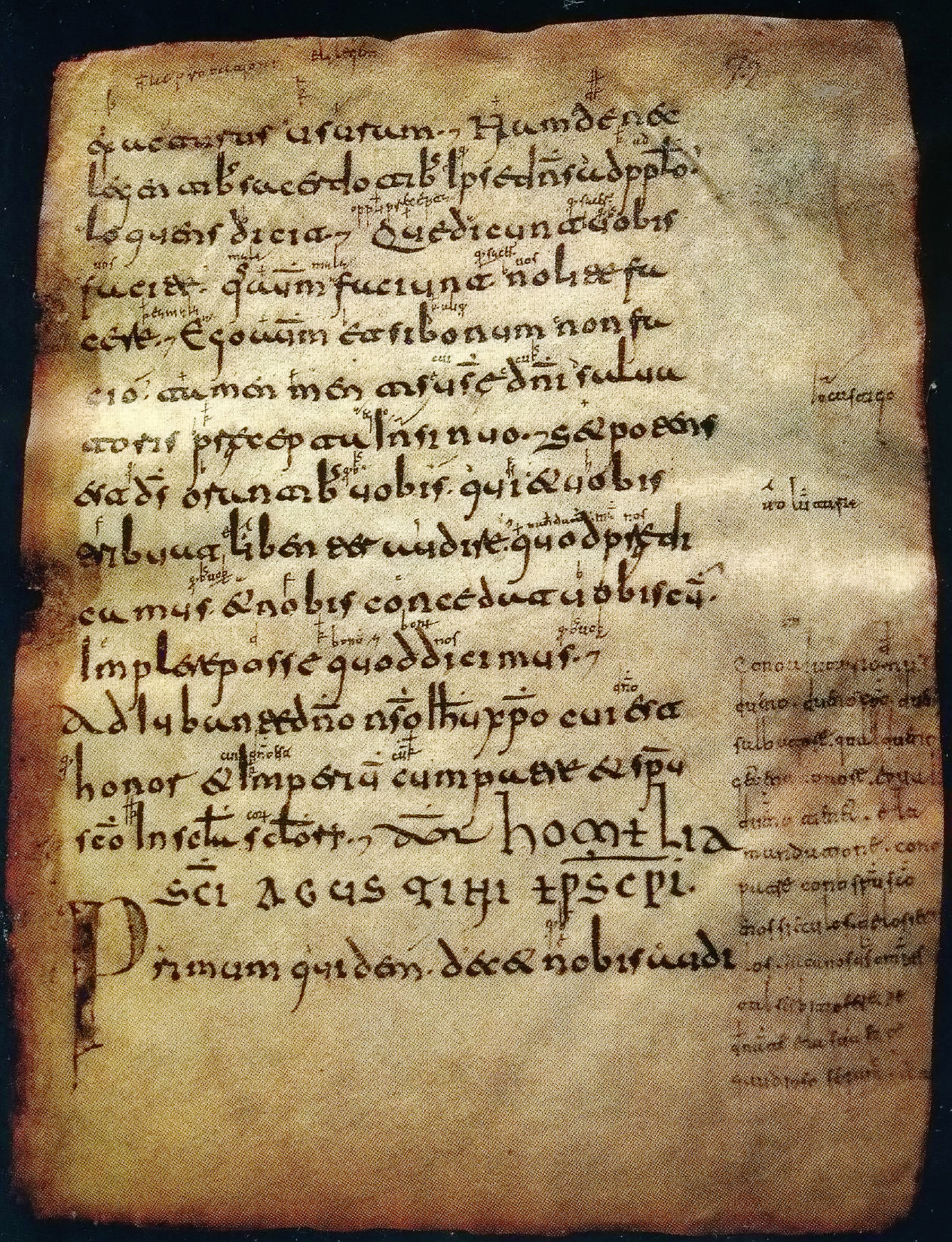
Página 72 del Códice Emilianense 60, uno de los escritos más antiguos en una variedad romance que puede relacionarse con el español actual. Se aprecia la glosa al margen.

La filología hispánica (también llamada filología española) es la rama de la filología que estudia la lengua y literatura españolas, y de otros países hispanohablantes. En ocasiones, se dedica al estudio de las otras lenguas y literaturas de España, en particular, en el ámbito de las universidades, donde no existe una carrera de filología específica para las lenguas españolas cooficiales en ciertas autonomías.[cita requerida] En la filología hispánica se analizan textos en lengua española para su mejor comprensión e interpretación. La asignatura tiene como objeto descifrar textos escritos en España e Hispanoamérica, y analizar los aspectos culturales y humanos contenidos en dichos textos. Según Manuel Quirós, la filología española o hispánica es aquella rama de la filología que se encarga de buscar, hallar, reconstruir, fijar, aclarar, leer e interpretar textos en español.

## Historia
El campo de la filología hispánica se estableció gracias a una compleja interacción de influencias europeas y latinoamericanas. Inicialmente dominado por eruditos españoles como Ramón Menéndez Pidal, se expandió a América Latina desde el siglo XIX, en el que destaca la obra del venezolano criollo Andrés Bello cuyos estudios sobre la literatura medieval española, ejemplificaron la compleja relación entre colonialismo y filología hispanoamericana o bien a mediados del siglo XX en Argentina con el Instituto de Filología de Buenos Aires convirtiéndose en un centro mundial bajo la dirección de Amado Alonso, en México con la labor de Alfonso Reyes, o en República Dominicana con Pedro Henríquez Ureña.En Colombia sobresalen los nombres de Rufino José Cuervo y Miguel Antonio Caro, como autores de relevancia continental en el estudio de la lengua. Fueron, además, fundadores de la Academia Colombiana de la Lengua, primera institución de la lengua española fuera de la península. Cuervo se destaca por ser el padre de la filología hispanoamericana, en razón de ser autor de obras como las Apuntaciones críticas del lenguaje bogotano y, principalmente, del diccionario más grande del idioma castellano, el de Construcción y Régimen, completado por el Instituto Caro y Cuervo, primordial institución académica en el ámbito de los estudios filológicos. 

## Campo universitario
Esta carrera se imparte en todos los países de habla hispana, en todos aquellos en los que hay una academia de la lengua y en muchos otros que la imparten en sus universidades atendiendo a la importancia de la lengua y a su demanda por parte del alumnado: la mayoría de países de la Unión Europea, Estados Unidos, Rusia, Filipinas, Corea del Sur, Japón, etc. De la difusión y enseñanza internacional de la lengua española se encarga el Instituto Cervantes mientras que la finalidad de la Filología hispánica es la de estudiar la estructura e historia de la lengua, así como las obras literarias producidas en español.
En España, es una titulación de primer y segundo ciclo, perteneciente al área de humanidades. Las enseñanzas conducentes a la obtención del título oficial de Licenciado en Filología hispánica enseñan una formación en filología general y un especial énfasis en todo lo que tenga que ver con la lengua española en todos los ámbitos: lingüístico, literario y cultural, propios de la lengua española.